# Кавендиш, Спенсер, 8-й герцог Девонширский
Спенсер Комптон Кавендиш, 8-й герцог Девонширский (англ. Spencer Compton Cavendish, 8th Duke of Devonshire; 23 июля 1833 — 24 марта 1908, Канны, Франция) — британский аристократ и пэр, английский государственный деятель. Маркиз Хартингтон с 1858 по 1891 годы. Герцог Девоншир с 1891 года.

## Биография
В 1857 году избран членом палаты общин. При лорде Пальмерстоне был первым лордом адмиралтейства (1863 год) и заместителем военного министра Великобритании. Во время первого министерства Гладстона он был генеральным почтмейстером и главным секретарём Ирландии, а затем, когда Гладстон на время удалился от дел, — вождём оппозиции в нижней палате.
В 1880 году он отклонил предложение королевы Виктории образовать кабинет, занимал разные должности во втором министерстве Гладстона, но в 1885 году разошелся с ним из-за ирландской политики. В качестве главы так называемой юнионистской партии он способствовал низвержению третьего министерства Гладстона, но отказался взять на себя роль главы нового министерства, образовавшегося благодаря сближению между юнионистами и тори; точно так же он отказался и от места в кабинете Солсбери. С 1891 года, после смерти отца, заседал в палате лордов с титулом герцога Девонширского. В 1895 году вступил в третье министерство Солсбери в качестве председателя тайного совета, оставаясь по-прежнему главой унионистов, поддерживающих консервативный кабинет.